# قشلاق اخمود علیا (کلیبر)
قشلاق اخمود علیا یکی از روستاهای استان آذربایجان شرقی است که در دهستان قشلاق بخش آبش‌احمد شهرستان کلیبر واقع شده‌است.